# Biribá
De biribá (Annona mucosa, synoniem: Rollinia mucosa) is een plant uit de familie Annonaceae. Het is een tot 20 m hoge boom, die in droge tijden zijn blad kan verliezen. De plant is nauw verwant aan de soorten uit het geslacht Annona.
De jonge takken zijn bezet met dichte bruine beharing. De afwisselend geplaatste, gaafrandige, ovale, spitse bladeren zijn tot 35 × 15 cm groot. Van de bovenkant zijn ze donkergroen en glanzend en aan de onderkant lichtgroen en bezet met een witte beharing. De tot 5 cm lange bloeiwijzen bevatten één tot zeven, tweeslachtige, groene bloemen.
De verzamelvrucht van de biribá is hartvormig of rond en tot 15 cm groot. Rijp is de vrucht geelgroen of geelbruin. De schil bestaat uit 50-150 vlezige schubben, met daarop een kegelvormige punt. Het vruchtvlees is crème-wit en rijp wordt het pappig en sappig.
De smaak is zuur of zoetzuur en aromatisch. De vrucht bevat vele 2 cm grote zaden.
De soort komt van nature voor in de tropen van Midden- en Zuid-Amerika. De vrucht wordt daar veel geteeld alsmede in Florida en op de Filipijnen.

## Synoniemen
| - Annona biflora Ruiz & Pav. ex G.Don - Annona biflora Sessé & Moc. - Annona mucosa Jacq. - Annona muscosa Aubl. - Annona obtusiflora Tussac - Annona obtusifolia DC. - Annona pterocarpa Ruiz & Pav. ex G.Don - Annona pteropetala Ruiz & Pav. - Annona pteropetala Ruiz & Pav. ex R.E.Fr. - Annona reticulata var. mucosa (Jacq.) Willd. - Rollinia biflora Ruiz & Pav. ex G.Don - Rollinia curvipetala R.E.Fr. - Rollinia deliciosa Saff. | - Rollinia jimenezii Saff. - Rollinia jimenezii var. nelsonii R.E.Fr. - Rollinia mucosa subsp. aequatorialis R.E.Fr. - Rollinia mucosa var. macropoda R.E.Fr. - Rollinia mucosa var. neglecta (R.E.Fr.) R.E.Fr. - Rollinia mucosa subsp. portoricensis R.E.Fr. - Rollinia neglecta R.E.Fr. - Rollinia orthopetala A.DC. - Rollinia permensis Standl. - Rollinia pterocarpa G.Don - Rollinia pulchrinervia A.DC. - Rollinia sieberi A.DC. |